# Championnats du monde de cross-country
Les Championnats du monde de cross-country (en anglais: World Cross Country Championships) sont une compétition sportive organisée par World Athletics qui désigne un champion du monde dans la discipline du cross-country. Créé en 1973 et biennale depuis 2011, il succède au Cross des nations disputé de 1903 à 1972.
Les cross longs hommes et femmes ainsi que les cross hommes et femmes juniors sont récompensés individuellement et par équipes. Les cross courts furent également courus entre 1998 et 2006.
Depuis l'édition 2017, un relais mixte est également au programme.

## Éditions
| Année | Ville           | Pays                 |
| ----- | --------------- | -------------------- |
| 1973  | Waregem         | Belgique             |
| 1974  | Monza           | Italie               |
| 1975  | Rabat           | Maroc                |
| 1976  | Chepstow        | Royaume-Uni          |
| 1977  | Düsseldorf      | Allemagne de l'Ouest |
| 1978  | Glasgow         | Royaume-Uni          |
| 1979  | Limerick        | Irlande              |
| 1980  | Paris           | France               |
| 1981  | Madrid          | Espagne              |
| 1982  | Rome            | Italie               |
| 1983  | Gateshead       | Royaume-Uni          |
| 1984  | East Rutherford | États-Unis           |
| 1985  | Lisbonne        | Portugal             |
| 1986  | Colombier       | Suisse               |
| 1987  | Varsovie        | Pologne              |

| Année | Ville         | Pays             |
| ----- | ------------- | ---------------- |
| 1988  | Auckland      | Nouvelle-Zélande |
| 1989  | Stavanger     | Norvège          |
| 1990  | Aix-les-Bains | France           |
| 1991  | Anvers        | Belgique         |
| 1992  | Boston        | États-Unis       |
| 1993  | Amorebieta    | Espagne          |
| 1994  | Budapest      | Hongrie          |
| 1995  | Durham        | Royaume-Uni      |
| 1996  | Stellenbosch  | Afrique du Sud   |
| 1997  | Turin         | Italie           |
| 1998  | Marrakech     | Maroc            |
| 1999  | Belfast       | Royaume-Uni      |
| 2000  | Vilamoura     | Portugal         |
| 2001  | Ostende       | Belgique         |
| 2002  | Dublin        | Irlande          |

| Année | Ville         | Pays        |
| ----- | ------------- | ----------- |
| 2003  | Avenches      | Suisse      |
| 2004  | Bruxelles     | Belgique    |
| 2005  | Saint-Galmier | France      |
| 2006  | Fukuoka       | Japon       |
| 2007  | Mombasa       | Kenya       |
| 2008  | Édimbourg     | Royaume-Uni |
| 2009  | Amman         | Jordanie    |
| 2010  | Bydgoszcz     | Pologne     |
| 2011  | Punta Umbria  | Espagne     |
| 2013  | Bydgoszcz     | Pologne     |
| 2015  | Guiyang       | Chine       |
| 2017  | Kampala       | Ouganda     |
| 2019  | Aarhus        | Danemark    |
| 2023  | Bathurst      | Australie   |
| 2024  | Belgrade      | Serbie      |

| Année | Ville       | Pays       |
| ----- | ----------- | ---------- |
| 2026  | Tallahassee | États-Unis |

## Palmarès
| Année | Hommes                          | Femmes                   |
| ----- | ------------------------------- | ------------------------ |
| 1973  | Pekka Päivärinta (FIN)          | Paola Pigni-Cacchi (ITA) |
| 1974  | Erik De Beck (BEL)              | Paola Pigni-Cacchi (ITA) |
| 1975  | Ian Stewart (SCO)               | Julie Brown (USA)        |
| 1976  | Carlos Lopes (POR)              | Carmen Valero (ESP)      |
| 1977  | Leon Schots (BEL)               | Carmen Valero (ESP)      |
| 1978  | John Treacy (IRL)               | Grete Waitz (NOR)        |
| 1979  | John Treacy (IRL)               | Grete Waitz (NOR)        |
| 1980  | Craig Virgin (USA)              | Grete Waitz (NOR)        |
| 1981  | Craig Virgin (USA)              | Grete Waitz (NOR)        |
| 1982  | Mohamed Kedir (ETH)             | Maricica Puica (ROU)     |
| 1983  | Bekele Debele (ETH)             | Grete Waitz (NOR)        |
| 1984  | Carlos Lopes (POR)              | Maricica Puica (ROU)     |
| 1985  | Carlos Lopes (POR)              | Zola Budd (ENG)          |
| 1986  | John Ngugi (KEN)                | Zola Budd (ENG)          |
| 1987  | John Ngugi (KEN)                | Annette Sergent (FRA)    |
| 1988  | John Ngugi (KEN)                | Ingrid Kristiansen (NOR) |
| 1989  | John Ngugi (KEN)                | Annette Sergent (FRA)    |
| 1990  | Khalid Skah (MAR)               | Lynn Jennings (USA)      |
| 1991  | Khalid Skah (MAR)               | Lynn Jennings (USA)      |
| 1992  | John Ngugi (KEN)                | Lynn Jennings (USA)      |
| 1993  | William Sigei (KEN)             | Albertina Dias (POR)     |
| 1994  | William Sigei (KEN)             | Hellen Chepngeno (KEN)   |
| 1995  | Paul Tergat (KEN)               | Derartu Tulu (ETH)       |
| 1996  | Paul Tergat (KEN)               | Gete Wami (ETH)          |
| 1997  | Paul Tergat (KEN)               | Derartu Tulu (ETH)       |
| 1998  | Paul Tergat (KEN)               | Sonia O'Sullivan (IRL)   |
| 1999  | Paul Tergat (KEN)               | Gete Wami (ETH)          |
| 2000  | Mohammed Mourhit (BEL)          | Derartu Tulu (ETH)       |
| 2001  | Mohammed Mourhit (BEL)          | Paula Radcliffe (GBR)    |
| 2002  | Kenenisa Bekele (ETH)           | Paula Radcliffe (GBR)    |
| 2003  | Kenenisa Bekele (ETH)           | Werknesh Kidane (ETH)    |
| 2004  | Kenenisa Bekele (ETH)           | Benita Johnson (AUS)     |
| 2005  | Kenenisa Bekele (ETH)           | Tirunesh Dibaba (ETH)    |
| 2006  | Kenenisa Bekele (ETH)           | Tirunesh Dibaba (ETH)    |
| 2007  | Zersenay Tadese (ERI)           | Lornah Kiplagat (NED)    |
| 2008  | Kenenisa Bekele (ETH)           | Tirunesh Dibaba (ETH)    |
| 2009  | Gebregziabher Gebremariam (ETH) | Florence Kiplagat (KEN)  |
| 2010  | Joseph Ebuya (KEN)              | Emily Chebet (KEN)       |
| 2011  | Imane Merga (ETH)               | Vivian Cheruiyot (KEN)   |
| 2013  | Japhet Korir (KEN)              | Emily Chebet (KEN)       |
| 2015  | Geoffrey Kamworor (KEN)         | Agnes Tirop (KEN)        |
| 2017  | Geoffrey Kamworor (KEN)         | Irene Cheptai (KEN)      |
| 2019  | Joshua Cheptegei (UGA)          | Hellen Obiri (KEN)       |
| 2023  | Jacob Kiplimo (UGA)             | Beatrice Chebet (KEN)    |
| 2024  | Jacob Kiplimo (UGA)             | Beatrice Chebet (KEN)    |

| Année | Hommes                | Femmes                 |
| ----- | --------------------- | ---------------------- |
| 1998  | John Kibowen (KEN)    | Sonia O'Sullivan (IRL) |
| 1999  | Benjamin Limo (KEN)   | Jackline Maranga (KEN) |
| 2000  | John Kibowen (KEN)    | Kutre Dulecha (ETH)    |
| 2001  | Enock Koech (KEN)     | Gete Wami (ETH)        |
| 2002  | Kenenisa Bekele (ETH) | Edith Masai (KEN)      |
| 2003  | Kenenisa Bekele (ETH) | Edith Masai (KEN)      |
| 2004  | Kenenisa Bekele (ETH) | Edith Masai (KEN)      |
| 2005  | Kenenisa Bekele (ETH) | Tirunesh Dibaba (ETH)  |
| 2006  | Kenenisa Bekele (ETH) | Gelete Burka (ETH)     |

### Relais mixte (depuis 2017)
| Année | Pays                                                                                       |
| ----- | ------------------------------------------------------------------------------------------ |
| 2017  | Kenya - Asbel Kiprop - Winfred Mbithe - Bernard Koros - Beatrice Chepkoech                 |
| 2019  | Éthiopie - Kebede Endale - Bone Cheluke - Teddese Lemi - Fantu Worku                       |
| 2023  | Kenya - Emmanuel Wanyonyi - Miriam Cherop - Kyumbe Munguti - Brenda Chebet                 |
| 2024  | Kenya - Reynold Kipkorir Cheruiyot - Virginia Nyambura - Kyumbe Munguti - Purity Chepkirui |

## Records de titres
| - Kenenisa Bekele : 11 (entre 2002 et 2008), dont 5 en cross court - John Ngugi : 5 (entre 1986 et 1992) - Paul Tergat : 5 (entre 1995 et 1999) | - Grete Waitz : 5 (entre 1978 et 1983) - Tirunesh Dibaba : 4 (entre 2005 et 2008), dont 1 en cross court - Lynn Jennings : 3 (entre 1990 et 1992) - Derartu Tulu : 3 (entre 1995 et 2000) - Gete Wami : 3 (entre 1996 et 2001), dont 1 en cross court - Edith Masai : 3 (entre 2002 et 2004), tous en cross court |